# Hậu cần Quân đội nhân dân Việt Nam (1944–1954)
Trong 10 năm (1944-1954), thành lập từ một"con số 0", Quân đội nhân dân Việt Nam đã phải đối mặt với những lực lượng quân sự mạnh trên thế giới trong đó có quân đội Đế quốc Nhật Bản và sau đó là quân đội Pháp. Để đương đầu với những lực lượng quân sự mạnh cũng đòi hỏi Việt Nam Dân chủ Cộng hòa phát triển quân đội. Đi kèm với đó là những yêu cầu ngày càng cao cần từ công tác hậu cần.

## Những ngày đầu
Năm 1944, khi thành lập, Quân đội nhân dân Việt Nam chỉ có vài khẩu súng. Trận Phai Khắt lấy được 30 khẩu, trận Nà Ngần lấy được 16 khẩu súng trường, đó là những vũ khí đầu tiên của Việt Minh.

## Chiến tranh Đông Dương
Đến năm 1950, Việt Minh đã có khá nhiều súng trường tự động, súng máy, bazooka, súng máy hạng nặng. Đại bác khi công đồn được thay bằng bộc phá và chiến thuật đào hào.
Điều đặc biệt là nhiều vũ khí trang bị cho Việt Minh đều lấy từ Pháp. Ví dụ, ngày 11-10 năm 1950, khi chiếm Lạng Sơn, Việt Minh lấy được vũ khí đủ trang bị cho một sư đoàn chính quy mạnh, báo cáo quân Pháp:

- 13 Pháo
- 120 Cối
- 450 Xe ô tô
- 3 Xe bọc thép
- 240 Súng máy hạng nặng
- 1.200 Trung liên
- 1.200 Tiểu liên
- 8.500 Súng trường
- 12.500 viên đạn đại bác 105mm
- 6.500 viên đạn đại bác 75mm
- 17.000 viên đạn đại bác 3inch7 (94mm)
- 7.000 viên đạn đại bác không giật
- 5 triệu viên đạn súng bộ binh.
- 600 tấn xăng
- Rất nhiều thực phẩm, quần áo.

Trước đó một tuần, trong Chiến dịch Biên giới, Việt Minh đánh Cao Bằng, bắt và giết 4.800 Pháp (không kể bị thương), người Pháp bỏ lại trận địa toàn bộ vũ khí. Cứ như vậy, sau mỗi trận đánh Việt Minh lại có điều kiện mở rộng quân số.
Du kích còn có nguồn vũ khí mua, đổi, binh vận... lấy được từ quân Pháp.
Vũ khí tự sản xuất của Việt Minh thường chỉ chú trọng những loại Pháp không có, như súng chống tăng, đại bác không giật, mìn, thủy lôi. Việt Minh cũng lập xưởng lớn chế tạo những đồ dễ làm, như nhồi lại đạn, làm lựu đạn, hạt nổ. Vật liệu nổ mạnh chủ yếu lấy từ vũ khí thu được và bom mìn không nổ. Việt Minh cũng có những xưởng hóa chất nấu axít sulfuric, axít nitric để làm thuốc nổ.
Quần áo Việt Minh tự may, nhưng phần lớn là sửa chữa từ quần áo Pháp. (Khi bắt được tên Pháp nào, người lính lập công tự thưởng luôn đôi giày quý giá, theo phong tục chung. Đến hết giai đoạn phòng ngự, giày còn quý hiếm đến mức có viên sĩ quan khư khư đeo giày lên cổ, chỉ xỏ vào chân lúc vượt hàng rào bãi chông)
Việt Minh có kế hoạch nghiên cứu sử dụng máy bay, nhưng không thành công. Việt Minh cử người đi học điện tử từ năm 1947 ở nước ngoài. Một số đài phát thanh Việt Minh vẫn được các kỹ sư duy trì hoạt động trong chiến khu. Thậm chí để chống phát hiện, họ tổ chức một đài phát thanh trên thuyền che kín.
Việt Minh sử dụng pháo binh ngay ngày đầu chiến tranh. Pháo đài Láng bắn khá chính xác. Trong chiến dịch Việt Bắc, tàu chiến Pháp trên sông Lô bị bắn chìm bằng pháo bắn thẳng khá nhiều. Nhưng chỉ đến năm 1949 Việt Minh mới có thể di chuyển những khẩu sơn pháo 75mm phục vụ đánh đồn. Đến cuối chiến tranh, Việt Minh đã có số lượng khá lớn cối pháo hạng nặng. Như cối 81mm, 120mm, lựu pháo 105mm và 155mm.
Sau năm 1950 thì Việt Minh có hậu cần đầy đủ. Tuy vậy, chỉ một số súng như cối, pháo phòng không 37mm, súng chống tăng P21 Tiệp Khắc, pháo phản lực được trang bị do những khác nhau về tiêu chuẩn súng pháo (Khối xã hội chủ nghĩa dùng tiêu chuẩn Nga và Liên Xô). Trung Quốc cũng viện trợ cho Việt Minh những súng pháo đạn dược lấy được ở Triều Tiên. Tuy vậy, phần lớn vũ khí của Việt Minh vẫn từ Pháp. 
Cuối chiến tranh, Việt Minh đã thu được xe tăng máy bay, nhưng những thứ đó sau này không cần đến nữa.
Để hiểu được mức độ vũ khí Pháp mà Việt Minh lấy dùng, có thể tham khảo số liệu sau. Đây là con số tổng kết, chuẩn bị cho việc trang bị lại sau chiến tranh. Số liệu này Tổng cục Cung cấp lập ngày 2 tháng 7-1954. Số liệu này cũng không bao gồm các đơn vị mới sử dụng vũ khí tiêu chuẩn Liên Xô, như các đơn vị pháo phản lực, phòng không, cối lớn... đã tham gia đánh Điện Biên Phủ. Số liệu này cũng không bao gồm một ít súng K-50 đã được nhập vào, súng này Liên Xô sản xuất ở Trung Quốc. Số lượng này đủ trang bị cho 14 vạn quân mạnh.
- 105.526 khẩu súng trường (trong đó 57% còn sử dụng được) gồm các loại Remington, M1 và M1A1 Carbine, MAS-36 *7,62mm. Mosin-Nagant M91-30 và M38 Carbine (Nga), Arisaka kiểu 38 và 99 (Nhật), Berthier-Mousqueton Modèle 1916 (Pháp).
- 44.836 khẩu tiểu liên gồm Thompson M1928 (Mỹ), Sten Mk.2 (Anh), Tulle (Pháp).
- 6.059 khẩu trung liên, đại liên (có 72% sử dụng được)
- 2 tiểu đoàn lựu pháo 105mm.
- 3 tiểu đoàn sơn pháo 75mm.
- 7 đại đội cối 82mm và 120mm.[cần dẫn nguồn]

Trong đó có một ít súng Nga hoặc Liên Xô do quân Đồng Minh đem đến đầu chiến tranh, một ít súng Nhật cũng lấy được đầu chiến tranh. Để so sánh, sau trận Điện Biên Phủ, Việt Minh chỉ có 3 trung đoàn không đầy đủ pháo viện trợ.

## Các chiến khu
Việt Minh củng cố những căn cứ ở khắp nước trong những khu rừng rậm đầm lầy. Trong những căn cứ đó, Việt Minh tổ chức tự sản xuất lương thực và nhu yếu phẩm để tồn tại lâu dài. Những căn cứ lớn như Cà Mau, Đồng Tháp Mười, Khu Bốn, Việt Bắc có những xưởng lớn chế tạo vũ khí, trường đại học và cả nghiên cứu nghệ thuật, văn học. (Phần lớn trí thức và danh sĩ đều lên chiến khu, bất kể chính kiến).
Việt Minh đã chế được súng trường, súng cối, lựu đạn và súng chống tăng RPG, đại bác không giật, tên lửa bằng máy tiện đạp chân, kháng sinh penicillin được lên men từ ngô. Đây là một kỳ tích, khẩu bazooka và penicillin mới được các nước tiên tiến chế tạo trong Chiến tranh thế giới thứ 2, vài năm trước đó. Trần Đại Nghĩa chỉ huy việc sản xuất vũ khí ở Chi Nê và Việt Bắc. Một số xưởng lớn có những kỹ sư nước ngoài có ủng hộ kháng chiến. Như Saito người Nhật ở Quảng Ngãi.
Việt Minh chia cả nước ra các Khu. Do điều kiện vận chuyển hết sức khó khăn nên các liên khu hoạt động độc lập, từ việc xây dựng lực lượng, hậu cần đến chiến đấu và sản xuất. Có các liên khu lớn: Việt Bắc, Liên khu III  (Hữu ngạn sống Hồng), Tả Ngạn (Tả ngạn sống Hồng), Tây Bắc, Khu IV (Bắc Trung Bộ đến Huế), Khu V (Nam Trung Bộ), Khu 7 (Miền Đông), Khu 9 (Miền Tây). Các căn cứ lớn cũng được thành lập trên Lào và Campuchia. Mỗi khu xây dựng quân cơ động riêng, căn cứ riêng. Khối quân cơ động được xây dựng ở Việt Bắc có vai trò đặc biệt, trở thành khối quân cơ động trung ương, quyết định chiến tranh. Mỗi khu xây dựng một vài chiến khu riêng, chiến khu này sẽ là tâm điểm của cuộc kháng chiến xung quanh.
Chiến khu của Liên khu Việt Bắc chính là Việt Bắc, trở thành Thủ đô kháng chiến hay còn gọi là Chiến khu Việt Bắc. Những hoạt động của nhà nước diễn ra ở đây. (Nơi đặt trụ sở các đại diện ngoại giao, các trường đại học). Trường Đại học Sư phạm được thành lập ở Chiến khu Việt Bắc để phát triển giáo dục.
Sau 1950 còn thành lập Việt Nam Học Hiệu bên Trung Quốc. Đây là một trường đa năng nằm gần biên giới đào tạo số lượng lớn nhân lực.

## Cơ quan Hậu cần
Cơ quan Hậu cần Quân đội nhân dân Việt Nam có tên gọi ban đầu là Tổng cục Cung cấp, được thành lập ngày 11 tháng 7 năm 1950, thuộc Bộ Tổng Tư lệnh Quân đội nhân dân Việt Nam. Tiền thân của Tổng cục Cung cấp là Cục Quân nhu, một trong 10 cục chuyên môn của Bộ Quốc phòng. Theo Sắc lệnh 34 ngày 25 tháng 3 năm 1946 về tổ chức Bộ Quốc phòng, thì Cục Quân nhu có chức năng mua bán hoặc tập trung, và tiếp tế quân giới, quân lương, quân trang cho bộ đội . Ngày 13 tháng 1 năm 1955, Tổng cục Cung cấp đổi tên thành Tổng cục Hậu cần.